# И Бхам Энюол
И Бхам Энюол (Y Bham Enuol, Y Bhăm Êñuôl; 1923—1975) — один из лидеров националистического движения тхыонгов, основавший организации BAJARAKA и FULRO.

## Биография
И Бхам Энюол — эде по национальности. Он родился в 1923 году в городе Буонметхуот в бедной семье. Он учился во французской школе для эде, затем в библейской школе ХМА и Государственном сельскохозяйственном университете (фр. École Nationale d'Agriculture).
В 1958 году И Бхам Энюол вместе с несколькими другими националистами-тхыонгами основал организацию ненасильственного сопротивления BAJARAKA. В мае того же года И Бхам Энюол вместе с 16 другими активистами подписал письмо, в котором заявлялось о дискриминации со стороны правительства Нго Динь Зьема. Письмо было отправлено в посольства Франции и США, а также в ООН. Одним из требований, озвученных в письме, было создание автономной территории (фр. un territoire à part) тхыонгов. После этого И Бхам Энюол основал в Плейку Центральный комитет BAJARAKA.
9 сентября 1958 года члены BAJARAKA провели в Контуме, Плейку и Буонметхуоте демонстрации, и через 10 дней лидеры националистического движения, включая самого́ И Бхам Энюола, были арестованы и отправлены в тюрьму, где три месяца содержались в одиночных камерах в Далате. Спустя три месяца И Бхам Энюол был освобождён, однако сразу же возобновил деятельность в BAJARAKA, из-за чего в начале 1964 года снова был арестован и отправлен в штаб-квартиру полиции, где подвёргся пыткам электрическим током.
После смещения Нго Динь Зьема И Бхам Энюол вместе с несколькими другими лидерами BAJARAKA был освобождён и назначен заместителем губернатора Даклака.
Примерно в это время BAJARAKA начинает сближение с военизированной сепаратистской организацией кхмер-кром «Белые повязки», во главе которой стояли офицеры Лес Косем и Ум Савутх, и весной 1964 года BAJARAKA слилась с несколькими кхмерскими и тямскими организациями в объединённый фронт FULRO. Переговоры с кхмерами вёл другой националистический деятель-тхыонг по имени И Дон Адронг (Y Dhon Adrong). После начала восстания 20 сентября 1964 года (когда FULRO ненадолго захватила Буонметхуот) И Бхам Энюол вместе с двумя тысячами членов FULRO перешёл камбоджийскую границу.
На конференцию 1964 года в Плейку, организованную правительством Нгуен Кханя для руководства и вождей тхыонгов, И Бхам Энюол отправил письмо с требованиями (продублированное также в посольство США, президенту США Линдону Джонсону и генеральному секретарю ООН). Кхань согласился со всеми требованиями, кроме автономии, права получения прямой помощи из-за границы и создания отдельной местной армии. Тем не менее, обещанному не было суждено исполниться, так как Кханя отстранили в результате военного переворота в следующем году.
В 1966 году 250 бойцов FULRO согласились сдать оружие и вернуться во Вьетнам, но И Бхам Энюол продолжал требовать автономии и посетил Буонметхуот с кратким визитом для проведения переговоров. В соглашении, подписанном в декабре 1968 года, И Бхам Энюол отказался от требования получения иностранной помощи напрямую и остановился на создании партии тхыонгов и праве поднимать свой флаг.
Месяц спустя более 1300 членов FULRO вернулись в Южный Вьетнам, где встречены с почестями. И Бхам Энюола среди них не было, так как кхмерская армия под командованием Лес Косема и Ум Савутха не позволила лидерам тхыонгов вернуться, опасаясь, что они начнут сотрудничать с вьетнамскими властями. И Бхам Энюол и его соратники находились под охраняемым домашним арестом в Пномпене.
В это время находившийся во Вьетнаме лидер менее милитаризованной фракции FULRO И Дон Адронг к удивлению соратников объявил, что достиг соглашения с властями о формальном роспуске FULRO и основанию партии тхыонгов «Движение солидарности национальных меньшинств» (англ. Ethnic Minorities Solidarity Movement).
Когда красные кхмеры захватили Пномпень 17 апреля 1975 года, И Бхам Энюол и другие жившие в городе лидеры FULRO с семьями попросили убежища во французском посольстве, однако им было отказано. Многие последователи и соратники И Бхам Энюола узнали о его смерти лишь спустя 17 лет, когда об этом им сообщили американские солдаты, позже способствовавшие переселению последних бойцов FULRO в Северную Каролину.